# Герляхув
Герляхув (пол. Gierlachów) — село в Польщі, у гміні Двікози Сандомирського повіту Свентокшиського воєводства.
Населення — 763 особи (2011).
У 1975-1998 роках село належало до Тарнобжезького воєводства.

## Демографія
Демографічна структура на день 31 березня 2011 року:
|          | Загалом | Допрацездатний вік | Працездатний вік | Постпрацездатний вік |
| -------- | ------- | ------------------ | ---------------- | -------------------- |
| Чоловіки | 403     | 79                 | 287              | 37                   |
| Жінки    | 360     | 52                 | 226              | 82                   |
| Разом    | 763     | 131                | 513              | 119                  |